# Občina Videm
Občina Videm je ena od občin v Republiki Sloveniji, s središčem v Vidmu pri Ptuju. Leži na južnem robu Dravskega polja, na obeh straneh Dravinje, kjer se Haloze približajo rokavom reke Drave, meri 80,2 km² in ima okoli 5300 prebivalcev. 

## Naselja v občini
Barislovci, Belavšek, Berinjak, Dolena, Dravci, Dravinjski Vrh, Gradišče, Jurovci, Lancova vas pri Ptuju, Lancova vas, Ljubstava, Majski Vrh, Mala Varnica, Pobrežje, Popovci, Repišče, Sela, Skorišnjak, Soviče, Spodnji Leskovec, Strmec pri Leskovcu, Šturmovci, Trdobojci, Trnovec, Tržec, Vareja, Velika Varnica, Veliki Okič, Videm pri Ptuju, Zgornja Pristava, Zgornji Leskovec

## Središče občine
Središče občine je Videm pri Ptuju, ki je gručasto naselje, večinoma na levem bregu Dravinje ob krakih lokalnih cest proti Ptuju, Lancovi vasi in Zgornjem Leskovcu. Novejši del naselja nastaja v smeri proti Pobrežju, del naselja je tudi na pobočjih Haloz. Naselje predstavlja pomemben lokalni center z osnovno šolo. Danes ima kraj videz močno urbaniziranega naselja, v katerem stari kmečki domovi izginjajo in jih nadomeščajo nove, moderne zgradbe. Kraj je dobil ime po župnijski cerkvi sv. Vida, ki je bila zgrajena že v času [[romanike) romanika) in se prvič omenja leta 1320. V sedanji obliki je bila dograjena leta 1445. Ima gotsko jedro, ki je bilo pozneje barokizirano. Hrani pet oltarjev, oltar sv. Roka s plastiko Madone je okoli leta 1750 izdelal J. Straub. V cerkev so vzidani rimski kamni. V bližini kraja naj bi stal rimski vojaški tabor, iz katerega izvirajo žgani grobovi z velikimi žarami in množico predmetov. V zunanjo steno prezbiterija sta vzidana dva rimska kamna.

## Meje občine
Občina meji na osem sosednjih občin in sicer Mestno občino Ptuj ter občinami Markovci, Gorišnica, Podlehnik, Žetale, Majšperk, Kidričevo, Hajdina. V dolžini približno 10 km pa meji na sosednjo državo Hrvaško, s katero poteka prometna povezava preko malo obmejnega prehoda v Leskovcu.

## Krajevne skupnosti v občini
Sestavlja jo osem krajevnih skupnosti in sicer KS Leskovec, KS Videm, KS Pobrežje, KS Lancova vas, KS Tržec, KS Dolena, KS Sela, KS Soviče-Vareja-Dravci. Krajevne skupnosti so sestavljene iz naselij in sicer:
- KS Leskovec: Belavšek, Berinjak, Gradišče, Mala Varnica, Repišče, Skorišnjak, Spodnji Leskovec, Strmec pri Leskovcu, Trdobojci, Velika Varnica, Veliki Okič, Zgornji Leskovec
- KS Videm: Dravinjski vrh, Ljubstava, Majski vrh od h. št. 8 naprej, Šturmovci, Videm pri Ptuju
- KS Pobrežje: Pobrežje
- KS Lancova vas: Lancova vas
- KS Tržec: Tržec, Jurovci, Majski vrh od h. št. 1-8
- KS Dolena: Dolena, Popovci od h. št. 1-20, Zg. Pristava od h. št. 1-40
- KS Sela: Barislovci, Popovci od h. št. 21, Sela, Trnovec, Zgornja Pristava od h. št. 41
- KS Soviče-Vareja-Dravci: Soviče, Vareja, Dravci

## Gospodarstvo
Večje industrije v občini Videm ni. Dokaj dobro je razvito podjetništvo in drobno gospodarstvo, predvsem na področju trgovine, storitev, gostinstva in turizma.

## Poljedelstvo in živinoreja
Ravninski del občine – Spodnje Dravsko polje – ponuja tukajšnjim ugodne možnosti za poljedelstvo in živinorejo, medtem ko se prebivalci hribovitih Haloz ponašajo s predelavo kakovostnih in priznanih znamk vin. Možnosti za tovrstno pridelavo kažejo na bogastvo naravnega okolja. 

## Zgodovina občine
Videm pri Ptuju se v pisnih virih omenja leta 1355, ko je bil imenovan župnik v cerkvi ob Dravinji. Sicer pa se kraj z imenom »S. Vitus in Tren« omenja v listini iz leta 1392.
Matej Slekovec piše v župnijski kroniki, da je stal na »Gradišču«, ob izlivu Dravinje v Dravo, na najvišjem vrhu, nekoč mogočni grad »Tranek«-Dranek-Treum, ki nosi ime po Dravinji. Danes o gradu ni sledu, navedba »Gradišče« pa je nekoliko vprašljiva. Pisno gradivo pa se je tedaj ohranjalo predvsem v povezavi z gradom Treum. Lastniki haloških posesti so bilin gospodje Draneški, nato so ga odkupili gospodje Ptujski. Kasneje se grad omenja vse do druge polovice 14. stoletja. V bližini gradu pa se v začetku 15. stoletja omenja cerkvica S. Janža, ki so jo dali postaviti gospodje Ptujski.
Kraj so pestile različne nesreče. V letu 1532 so napadli Turki in porušili več gradov in cerkva v Halozah, med njimi najbrž tudi grad »Tranek«. Cerkev S. Vida so kmalu obnovili, razvaline gradu pa so izginile. V letu 1645 se je kuga razširila iz Ptuja na Videm. Tako je bila meseca julija že polovica hiš zaznamovanih z belim križem- znamenjem kuge. Vendar pa najbrž ni bila vedno opisana črna azijska kuga, ampak pogosto druge kužne bolezni, ki so začele razsajati kot posledica naravnih nesreč. Tako pišejo, da je leta 1762 na te kraje priletelo toliko kobilic, da so kot oblak zasenčile sonce, nato pa se je razširila kužna bolezen, ker se je od poginulih kobilic širil strašen smrad. Verjetno pa bolezni ni povzročil razpadajoči mrčes, ampak je zaradi lakote, ki so jo povzročile kobilice s svojim pustošenjem, nastopila uničujoča epidemija kakšne sicer ne tako nevarne bolezni. Leta 1645 pa je mogoče iz opisa bolezni vendarle sklepati, da je razsajala črna kuga.
Leta 1907 je 3. julija iz zahoda prihrumela strašna nevihta, da je bilo temno kot ponoči. Ko je huda ura ponehala, so bile Haloze bele od toče. Kupi toče so ležali več dni po grabah. Leta 1926 in 1927 je poplavila Dravinja in sicer v takšnem obsegu, da se kaj takšnega niso spominjali niti najstarejši ljudje. Vendar pa sedaj zaradi spremembe podnebja, ki je posledica zgorevanja premoga in nafte, Dravinja na tem mestu redno poplavlja.
Videm pri Ptuju se pojavi s svojim imenom v letu 1952, do takrat pa se omenja z imenom Sv. Vid pri Ptuju.

## Posebnosti občine
Potok Hajdinska Studenčnica, ki teče vzdolž vasi Pobrežje, daje varno zavetje avtohtonim rastlinam, pticam, ribam in drugim živalskim vrstam, zato ni nič nenavadnega, da so si v tem varnem okolju narave domačini uredili manjše ribnike. V njih gojijo pretežno postrvi, ena od vaških posebnosti, povezane z ribištvom, pa je »Pobreški ribji piknik«.
Cerkev sv. Družine na Selih je srce kraja. Posvečena je bila leta 1904, njena cerkvena patrona Ciril in Metod krasita pročelje cerkve, ki je bila nazadnje obnovljena late 1999. Največ vernikov to podružnično cerkev župnije SV. Vida obišče na Anino nedeljo v juliju, ko je na Selih žegnanje.
Ena najlepših razglednih točk srednjih Haloz je gotovo strmi hribček sv. Avguštin. Visok je samo 506 m, vendar presega vse druge bližnje griče. Na tem obmejnem griču so krajani v 16. stoletju postavili kar dve cerkvici. Že vrsto let združujeta vernike s slovenske in hrvaške strani državne meje, ki romajo k njima vsako leto v avgustu, na god sv. Avguština. Avguštin je izredne razgledna točka. Cerkvici sta podružnici župnije sv. Andraža v Leskovcu in so ju temeljito obnovili v letu 1999.
Sem častitljiva, sem stara, sem ponosna, ker sem lepa. Da sem stara, pričata romanika iz 12. in gotika iz 14. stoletja, nam dandanašnji pripoveduje Janž. Cerkvica je prav gotovo ena najlepših na Slovenskem, njeno bogastvo je v arhitekturi; lepo vidna so tri romanska okna v severni steni, gotsko okno v prezbiteriju in na zunanji severni strani prezbiterija rimska kamna z bogato fuguraliko. Cerkvico sv. Janža so obnovili leta 1999.

### Krajinski park Šturmovci
Krajinski park Šturmovci- ime izvira iz nekdanjega nemškega ledinskega imena »Sturmau«. Ime mu lepo pristoji zaradi nenehnega spreminjanja reke in povodenj v preteklosti. Šturmovci ležijo pod Ptujem, starosto slovenskih mest, med Ptujskim in Dravskim poljem. Z južne strani ga omejuje haloški rob, s severne pa Ptujsko jezero.
Šturmovci nekoč: Levo in desno od glavnega rečnega korita se je voda pretakala po stranskih koritih, zastajala v mrtvicah, nanašala prodišča, jih zapuščala in se čez desetletja vračala. Tako je ustvarila nadvse pester; od človeka povsem neodvisen življenjski prostor.
Šturmovci danes: po nastanku akumulacijskega jezera je veliko rečnih korit ostalo suhih in reka se je spremenila v potok. Od nekdanjega poplavnega gozda je v prvotni funkciji ostalo le nekaj hektarjev loke.
Naravne razmere in vpliv človeka so botrovali k temu, da na majhnem prostoru najdemo pravo zbirališče živalskih in rastlinskih vrst, rastlin in kačjih pastirjev, ki so na seznamu redkih in ogroženih vrst in so tod našle zadnje prebivališče.

### Hidroelektrarna
Na potoku Polskava v Tržcu je zrasla prva mala hidroelektrarna v občini.

### Povorka Fašenk na Vidmu
V pustnem času je že tradicionalna povorka Fašenk na Vidmu. Na njej sodelujejo tradicionalne pustne maske: korant iz Lancove vasi z značilnimi rogovi, orači iz Haloz, plesači in »rusa«.

### Martinovanje v občini Videm
Vsako leto je v občini Videm tradicionalno martinovanje, ki ponudi s kopico veselih dogodkov po vsej občini, še posebej veselo pa je v vinorodnih Halozah.

## Simboli občine in občinski praznik
Ščit grba je razdeljen na tri polja, zadnje pokriva visoko dno ščita; na modrini prvega polja raste iz spodnjega roba zlat žitni klas, obdan simetrično s po enim zrelim žitnim listom; na zlatu drugega polja leži konkavno del vinske trte iz katerega raste navzgor zelen vinski list, navzdol rdeč vinski grozd s petnajstimi jagodami; v srebru tretjega polja raste iz valovite modrine v dnu ščita zelen lesni most z dvema pokončnima opornikoma, od katerih vsaka podpira nanj položeno talno podnico s po enim parom simetričnih, levo in desno pošev vgrajenih podpornih rok; podnica nosi na treh stebričnih dvoramno ograjo mostu; zlat trak, ki ga nosi ščit na svojih zunanjih robovih, lahko služi le kot grbovni okras; upodobitev grba v narisu, črno-belem odtisu, v heraldični šrafuri in barvah, skupaj z barvnimi kodami v prilogi, so sestavni del tega odloka.
Občina Videm vsako leto v mesecu juniju, ko goduje župnijski zavetnik Sveti Vid praznuje občinski praznik. Takrat se podeljujejo najvišja občinska priznanja in plakete. V okviru praznika poteka veliko kulturnih in športnih prireditev, ki jih organizira občina, šola in društva.